# Krauthausen
Krauthausen är en kommun och ort i Wartburgkreis i förbundslandet Thüringen i Tyskland.
Kommunen ingår i förvaltningsgemenskapen Hainich-Werratal tillsammans med kommunerna Berka vor dem Hainich, Amt Creuzburg, Bischofroda, Frankenroda, Hallungen, Lauterbach och Nazza.